# 严监生
严监生，是中國古典小說《儒林外史》中的一個人物，名严大育，字致和。是广东省高要县的一位监生，严贡生之弟。书中第五回的主要人物，与其兄严贡生关系冷淡。据书中描述，严监生与严贡生分家时所得田亩相同，却因为勤俭，家业要比严贡生殷实，以至于第六回中严贡生在严监生死后要谋夺他的家产。

## 吝啬
书中第六回描写他在临终之际，迟迟不肯断气，从被单里伸出两根指头，两位侄儿和奶妈均未能猜中起意图，最后他的侧室赵氏猜中他的心事，将灯里点的两茎灯草挑掉一茎，严监生这才肯断气。这个情节长期被认为是描写吝啬性格的经典，严监生也由此情节成为大众耳熟能详的吝啬鬼代表人物。然而书中虽然还有一些别的描写严监生生活节俭的片段，却也不乏他遇事肯花钱的描写，赵氏挑灯草的一段情节也有观点认为是隐喻严监生对于兄弟谋夺他家产的担忧。